# بریژیت مکرون
بریژیت ماری-کلود مکرون (به فرانسوی: Brigitte Marie-Claude Macron) (زاده ۱۳ آوریل ۱۹۵۳) همسر امانوئل مکرون، رئیس‌جمهور فرانسه، از ۱۴ مه ۲۰۰۷ است.

## اوایل زندگی و تحصیلات
بریژیت مکرون، زاده شهر آمین، فرانسه با اسم بریژیت ماری-کلود ترونیو است. پدر و مادر او سیمون و ژان ترونیو، پنجمین نسل از صاحبان کارخانه شکلات سازی ترونیو بودند که در سال ۱۸۷۲ در آمین تأسیس شده بود. کارخانه که در حال حاضر با اسم ژان ترونیو شناخته می‌شود که توسط برادر زاده‌اش ژان-الکساندر ترونیو اداره می‌شود.او ششمین و کوچک‌ترین فرزند خانواده خود است. نام اصلی او در بدو تولد ژان میشل ترونیو (به فرانسوی: jean Michel trogneux) بوده وبا جنسیت مرد زاده شده است.

## زندگی شخصی
در ۲۲ ژوئن ۱۹۷۴ با آندره لویی اوزیِر ازدواج کرد. حاصل آن ازدواج سه فرزند به نام‌های سباستیَن اوزیِر (زادهٔ ۱۹۷۵)، مهندس، لورانس اوزیِر- ژوردان (زادهٔ ۱۹۷۷)، متخصص قلب، و تیفانی اوزیِر (زادهٔ ۱۹۸۴)، وکیل، بود. او در سال ۲۰۰۶ از آندره لویی اوزیِر طلاق گرفت و در سال ۲۰۰۷ با امانوئل مکرون ازدواج کرد. او با همسرش امانوئل مکرون ۲۴ سال اختلاف سن دارد و از او بزرگ‌تر است. داستان آشنایی اولیه او و مکرون به زمانی بازمی‌گردد که او معلم ادبیات مکرون بود و جالب است که در آن زمان لورنس اوزیر، دختر بریژیت، هم‌کلاسی مکرون بود.

## تئوری توطئه در مورد جنسیت
بریژیت ماکرون هدف حمله شماری از حساب‌های توئیتری قرار گرفت که او را زنی ترنس معرفی می‌کرد. افراد تراجنسیتی به اشخاصی گفته می‌شود که هویت جنسیتی آنها با جنسیت انتسابی‌شان هنگام تولد متفاوت است.
از اواخر سال ۲۰۲۱، ناتاشا ری، زنی که ظاهرا با محافل توطئه‌‌پندار در پیوند است و خود را روزنامه‌نگار مستقل معرفی می‌کند، مدعی شده که بریژیت ماکرون در اصل زن نبوده و هنگام تولد ژان میشل ترونیو نام داشته، نامی که متعلق به برادرش است. 
او می‌گوید امانوئل ماکرون، رئیس جمهوری فرانسه، از کل فرانسه پنهان می‌کند که با یک فرد تراجنسیتی ازدواج کرده است و مدعی است که بریژیت ماکرون که برای مخفی کردن هویت واقعی خود به عمل جراحی متوسل شده و نیز درگیر یک توطئه در سطح حکومتی شده است.
این شایعه ابتدا در مجله «واقعیت‌ها و اسناد» نزدیک به راست‌گرایان افراطی منتشر شد و آماندین روآ آن را در یک ویدیوی طولانی چهار ساعته در دسامبر ۲۰۲۱ در یوتیوب همرسان کرد. سپس به شکلی گسترده پخش شده و ویدیوی آن صدها هزار بار دیده شد. با این حال این خبر جعلی هیچ بازتابی نزد مخالفان سیاسی امانوئل ماکرون نیز پیدا نکرد. در جریان پخش این خبر علیه بریژیت از هشتگ «ژان میشل ترونیو» استفاده شد. حساب‌های توئیتری پخش‌کننده این خبر جعلی با استفاده از این هشتگ مدعی شده بودند که نام بریژیت ماکرون پس از تولد ژان میشل بود. در پی نشر این تئوری توطئه بریژیت ماکرون، همسر رئیس‌جمهوری فرانسه در نظر دارد تا برای پخش خبری جعلی دربارهٔ هویتش در شبکه‌های اجتماعی به دستگاه قضایی این کشور شکایت کند.دو زن که شایعه تراجنسیتی بودن بریژیت مکرون را در فضای آنلاین منتشر کرده بودند، در سال ۲۰۲۴ از سوی دادگاه کیفری پاریس به دلیل افترازنی، به پرداخت غرامت محکوم شدند.